# Miquel Iceta
Miquel Octavi Iceta i  Llorens (Barcellona, 17 agosto 1960) è un politico spagnolo, leader del Partito dei Socialisti di Catalogna dal 2014 e ministro delle politiche territoriali e della pubblica amministrazione del Regno di Spagna dal 27 gennaio al 12 luglio 2021.

## Biografia
Nato il 17 agosto 1960 a Barcellona, inizia gli studi di chimica ma abbandona gli studi e si concentra sulla politica, unendo a questa attività i suoi studi in economia presso l'Università Autonoma di Barcellona (UAB), che non ha completato. È entrato a far parte del Partido Socialista Popular de Cataluña nel settembre 1977. Un anno dopo, nel 1978, è entrato a far parte della Juventud Socialista de Cataluña e del Partido de los Socialistas de Cataluña (PSC).
Eletto nelle elezioni municipali del 1987, è stato consigliere del municipio di Cornellà de Llobregat dal 1987 al 1991. Politico di fiducia di Narcís Serra, vicepresidente del governo, che lo ha nominato Direttore dell'Analisi Dipartimento del Gabinetto della Presidenza del Governo, una responsabilità che ha ricoperto dal 1991 al 1995, quando è diventato vicedirettore del Gabinetto.
Inserito come candidato al numero 7 della lista del CPS al Congresso dei Deputati di Barcellona alle elezioni generali del 1996, è stato eletto deputato per la sesta legislatura. Iceta ha dichiarato pubblicamente la sua omosessualità nell'ottobre 1999, durante la campagna per le elezioni al Parlamento della Catalogna nel 1999; è considerato il primo politico spagnolo ad averlo fatto. Eletto deputato regionale alle elezioni dell'ottobre 1999, le sue dimissioni dal Congresso dei Deputati sono diventate effettive il 2 novembre 1999.
Nel luglio 2008 è diventato membro del Comitato esecutivo federale del PSOE. È stato membro del comitato per la riforma dell'attuale Statuto di Autonomia della Catalogna. Nel luglio 2014 è stato eletto, attraverso primarie e senza rivali, nuovo segretario generale del PSC con l'85% dei voti, in sostituzione di Pere Navarro.
Il 30 giugno 2015 è stato eletto candidato del PSC alla presidenza della Generalitat de Catalunya per le elezioni regionali del 27-S, in cui il suo partito ha ottenuto 16 seggi.
Il 30 dicembre del 2020, Miquel Iceta rinuncia a essere nuovamente candidato alla Presidenza della Generalitat alle elezioni al Parlamento della Catalogna del 14 febbraio 2021 e sostiene il ministro della Salute Salvador Illa come nuovo candidato. Il 27 gennaio 2021 è stato nominato Ministro della politica territoriale e della funzione pubblica, in sostituzione di Carolina Darias, che a sua volta è stata nominata Ministro della Salute dopo l'uscita di Illa dal governo.